# Černá kupa
De Černá kupa (Duits: Schwarze Koppe) is een berg in Tsjechië, liggend op de grens van de regio's Pardubice en Olomouc. De berg, die onderdeel uitmaakt van het gebergte Králický Sněžník, heeft een hoogte van 1295 meter. De Černá kupa ligt ongeveer vijf kilometer ten westen van het stadje Staré Město.